# Gary Northfield
Gary Northfield is een Brits stripauteur en schrijver van kinderboeken. Zijn beroemdste werken zijn de strips over Derek the Sheep voor het stripblad The Beano en de kinderboekenserie rond Julius Zebra, die hij ook zelf illustreerde.
Ook tekende hij het stripalbum De verschrikkelijke verhalen van de minidino's.

## Julius Zebra-boeken
- Rollebollen met de Romeinen (2017)
- Bonje met de Britten (2017)
- Ellende met de Egyptenaren (2017)
- Gedonder met de Grieken (2018)
- Gigagrappig moppenboek (2020)
- Hoe word ik een gladiator? (2021)

- Bibliothèque nationale de France: cb156770559 (data)
- Gemeinsame Normdatei: 1084130327
- International Standard Name Identifier: 0000 0003 6789 7660
- Library of Congress Control Number: nb2009027126
- Nationale Bibliotheek van Tsjechië: mzk2014804108
- Nationale Bibliotheek van Israël: 987012370453405171
- Nederlandse Thesaurus van Auteursnamen: 357962354
- Système universitaire de documentation: 160676150
- Virtual International Authority File: 1249149198246874940001